# Маліцька Ксенія Михайлівна
Маліцька Ксенія Михайлівна  (* 1890, Москва — † 1969) — радянський мистецтвознавець, працювала в Музеї образотворчих мистецтв імені Пушкіна в Москві.

## Життєпис

### Ранні роки і навчання
Народилась в Москві, дочка адвоката.
У 1909 р. закінчила гімназію.
У 1909 р. батьки дали їй можливість зробити подорож до Італії, де захопилася західноєвропейським мистецтвом.
1910 −1914 рр. — навчалася на Вищих жіночих курсах (історико-філологічний факультет).
1914 р. — відбула в довгу подорож по Іспанії.

### Музейний працівник

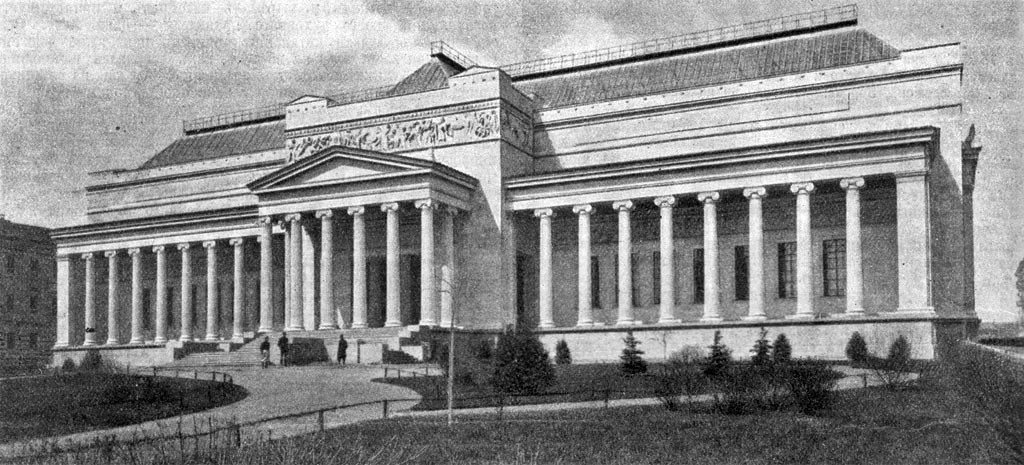
Музей красних мистецтв, 1912 рік.

З 1912 р. працювала в Музеї образотворчих мистецтв (тоді — Музей красних мистецтв) екскурсоводом. З 1916 р. — голова сектору каталогізації музейних колекцій, пізніше працювала у відділі скульптурних копій середньовіччя та доби Відродження. З 1926 р. до 1940 р. — голова наукової бібліотеки музею. З 1940 р. — зав. відділом західноєвропейського мистецтва (до 1969 року.)
Маліцька була серед тих, хто організував евакуацію музейних збірок з Москви під час війни 1941-15 рр., а потім — відновлював працю музею. У 1942 р. захистила дисертацію з назвою «Мистецтво Іспанії 16-17 століть», дозвіл на друк якої дали у 1947 р. Деякий час вела курс в Московському університеті.

## Відомі атрибуції Маліцкої

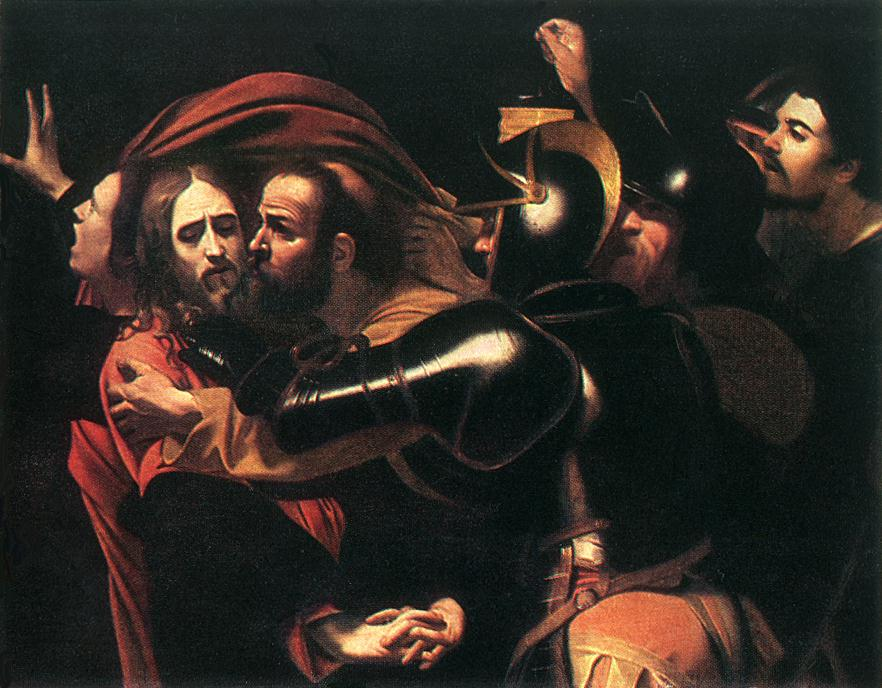
Христа беруть під варту

Довго і наполегливо вивчала музейну збірку музею в Москві та деяких провінційних музеїв (Алма-Ата, Одеса тощо). Маліцька повернула справжні імена видатним картинам, не проданим за кордон за часів СРСР. Серед них — * Христа беруть під варту (Караваджо), Одеса
- Педро Еспалларгес, «Архангел Михайло важить людські душі», Москва
- Гойя, «Голова померлої чорниці», Москва
- Якопо да Емполі, «Натюрморт»

## Друковані твори науковця (рос)
- Библиотека Музея Изящных искусств // Жизнь Музея: Бюллетень Государственного Музея Изящных Искусств. № 3. М.: Государственный Музей Изящных Искусств, 1927, с. 8-11;
- Веласкес, М., 1939. (Серия «Сокровища мирового искусства»)
- Веласкес, М., 1960 (Альбом репродукций)
- Испания. — М., 1935. (Серия «Города и страны»)
- Испанская архитектура и скульптура XV—XVIII вв. (18 страниц)
- Испанская живопись XVI—XVII вв. (Государственного музея изобразительных искусств им. А. С. Пушкина) М. 1947.
- Музей изобразительных искусств им. А. С. Пушкина. Каталог картинной галереи, 1948.
- Музей Прадо. Мадрид, М., 1971
- Толедо — старая столица Испании. — М., 1968. (Серия «Города и музеи мира»)
- Франсиско Сурбаран. М., 1968